# Abdulla Al-Haza'a
Abdulla Khaled Mohammed Ahmed Abdulla Al-Haza'a (19 de julho de 1990) é um futebolista profissional bareinita que atua como defensor.

## Carreira
Abdulla Al-Haza'a representou a Seleção Bareinita de Futebol na Copa da Ásia de 2015.